# Оперные перчатки
Вечерние перчатки — длинные перчатки для торжественного женского образа. Их часто носят с вечерним платьем для дебютанток (бальное платье) или свадебными платьями. Оперные перчатки — это длинные перчатки длиной выше локтя.
Подходящая длина перчаток определяется длиной рукава платья. Чем короче рукава платья, тем длиннее должны быть перчатки. Женские перчатки для формальной (белый галстук) и полуформальной (чёрный галстук) одежды выпускаются трёх размеров для женщин: запястья, локтя и оперы. Опера достигает локтя, обычно на линии бицепса, но иногда закрывает и всю длину руки.
Самые дорогие перчатки оперной длины изготавливаются на заказ из козьей кожи. Многие другие виды кожи, чаще всего мягкие сорта воловьей кожи, используются для изготовления перчаток в полный рост; лакированная кожа и замша особенно популярны в качестве доступной альтернативы натуральной коже. Материалы из атласа чрезвычайно популярны, а также есть разновидности, выпускаемые серийно. Самые необычные материалы для изготовления перчаток включают кожу лосося, питона и ската.

## История

### Западный мир
Хотя этимология термина «оперная перчатка» неизвестна, перчатки длиной выше локтя носят по крайней мере с конца 18 века, а перчатки, доходящие до или чуть ниже локтя, носили женщины в западных странах с 17 века; на сохранившейся гравюре Англии королевы Марии, датируемой 1690-ми годами, она изображена именно в таком аксессуаре. Перчатки выше локтя были впервые широко популярны в период Регентства / Наполеона (около 1800 — 1825 гг.), Но стали менее популярными в ранние и средние викторианские периоды (около 1830 − 1870 гг), но наибольшей популярностью пользовались в последние два десятилетия XIX века и в годы XX века, до начала Первой мировой войны. В то время они были стандартом как для дневной, так и для вечерней одежды; даже некоторые купальные костюмы были дополнены оперными перчатками. Этикет считал перчатки обязательными аксессуарами как для мужчин, так и для женщин из высших сословий, поэтому редко можно было увидеть на публичном мероприятии хорошо одетую женщину без каких-либо перчаток. По словам нескольких историков моды, в конце XIX века перчатки до локтя были повторно популяризированы актрисами Сарой Бернар во Франции (чтобы замаскировать то, что она считала своими слишком тонкими руками) и Лилиан Рассел в Соединённых Штатах.
Оперные перчатки пользовались разной популярностью за десятилетия, прошедшие после Первой мировой войны. Они были наиболее распространены в качестве модного аксессуара в 1940-х — начале 1960-х годов, но и по сей день остаются популярными среди женщин, которые хотят добавить особенно элегантный штрих к своей официальной одежде. Они несколько раз переживали незначительные возрождения в модном дизайне, будучи популярными в коллекциях от кутюр в конце 2000-х. Оперные перчатки продолжают оставаться популярными аксессуарами для свадеб, выпускных вечеров, платьев дебютанток и кинсеаньера. Белые оперные перчатки по-прежнему обязательны для девушек-дебютанток на Венском балу. Их иногда носят артисты, такие как танцоры канкан и исполнители бурлеска, особенно во время исполнения стриптиза.
В популярной культуре самые известные изображения с оперными перчатками — это изображения Риты Хейворт в «Гильде» (1946), Мэрилин Монро в «Джентльмены предпочитают блондинок» (1953), Золушка из фильма Диснея «Золушка» (1950), и Одри Хёпберн в «Завтрак у Тиффани» (1961).

### Япония
В Японии некоторые женщины летом носят длинные перчатки весь день, чтобы защитить светлую кожу, олицетворяющую красоту, грацию и высокий социальный статус (а также чистоту и божественность в местных религиях) и избегать любых форм загара.

## Типы
Мушкетёр — самый известный тип оперных перчаток, получивший своё название из-за отверстия на уровне запястья (обычно три дюйма длиной), которое обычно закрывается тремя кнопками или застёжками-кнопками, чаще всего из жемчуга. Mousquetaire первоначально происходит от рукавиц, которые носили французские мушкетеры XVI и XVII веков.
Перчатки Мушкетёр имеют пуговицы на запястье, так что владелец может расстегнуть пуговицы и вынуть руку, не снимая перчатку. Секция для пальцев будет сложена и аккуратно убрана. Так дамы надевали перчатки во время обеда. После еды они снова засовывали руки в перчатки, обычно до конца вечера. В течение XIX века, особенно начиная с середины викторианской эпохи, перчатки изготавливались так, чтобы они очень плотно прилегали к рукам и рукам — так плотно, что часто приходилось использовать вспомогательные средства, такие как тальк и крючки для пуговиц для надевания перчаток; поэтому считалось несколько грубым полностью надевать или снимать перчатки на публике, и женщины обязательно надевали перчатки в уединении своего дома, прежде чем идти на какое-то мероприятие (ещё одна причина популярности открытия мушкетёров). Отверстие / застёжка мушкетёров для длинных женских перчаток, кажется, стало самым популярным в викторианскую эпоху; во времена Наполеона и Регентства женские длинные перчатки часто шили так, чтобы они свободно сидели на руке владельца, и их часто носили собранными ниже локтя или удерживались на бицепсах ремнём, похожим на подвязку.
В киноверсии фильма 2005 года «Гордость и предубеждение» Розамунд Пайк и несколько других актрис носят длинные перчатки с завязками на шнурке наверху перчатки, но это может быть неточным представлением стиля длинных перчаток в эпоху Регентства; на модных пластинах того периода не видно перчаток с завязками на шнурках, но часто изображены женщины в перчатках, удерживаемых ремнями или лентами, напоминающими подвязки.
В период с 1930-х до начала 1960-х годов вечерние перчатки были адаптированы для ношения с некоторыми элитными нарядами для отдыха и сна, или пеньюарами. Такие перчатки обычно изготавливались из того же лёгкого прозрачного нейлона, вискозы или шёлка, что и комплект нижнего белья соответствующего или дополнительного цвета и всегда длиной выше локтя. Эти перчатки были введены, чтобы привнести моду на закрытые руки в спальню, защитить кожу во время сна и досуга и обеспечить скромность женщинам во время путешествий, посещений или совместного проживания. Хотя эти перчатки никогда не были широко распространены, они были желанным компонентом самых дорогих спален. Учитывая преобладание перчаток в женской моде середины 20 века, женщина, добавившая спальные перчатки в свой гардероб, практически всегда была в перчатках.

## Размеры
Длину женских вечерних перчаток называют «пуговицами», независимо от того, имеют ли они пуговицы или нет. Слово происходит от французского, а точный размер на самом деле немного длиннее одного дюйма. Перчатки длиной до запястья обычно состоят из восьми пуговиц, у локтей — 16, средней части бицепса — 22, а полной длины плеча — 30. Длина перчаток Opera составляет от 16 до 22 дюймов, хотя некоторые перчатки могут быть длиной от 29 до 30 дюймов. Чтобы надеть перчатки, измерьте всю длину ладони в самой широкой части ладони, где находятся суставы, но исключая большой палец. Измерение в дюймах — это размер перчатки, но если у вас большие руки, может быть целесообразно увеличить размер. Как правило, вечерняя перчатка считается настоящей перчаткой «оперной длины», если она достигает середины бицепса или выше на руке пользователя, независимо от ее фактической длины в дюймах или пуговицах; поэтому миниатюрная женщина может найти для этой цели перчатку размером 16 или 17 дюймов, а высокой женщине может потребоваться перчатка длиной более 22 дюймов. «Длина до локтя или больше» — это ключ; перчатки, закрывающие значительную часть предплечья, чуть ниже локтя, можно по праву называть «длинными перчатками» или «вечерними перчатками», но никогда не «оперными перчатками».

## Этикет перчаток
Правила ношения:
- Не появляться на публике без перчаток.
- Надевать перчатки при рукопожатии, танцах или предложении руки для поцелуя, но не во время ужина.
- Основное правило длины всех перчаток: чем короче рукав, тем длиннее перчатка. Поэтому перчатки Opera следует носить без рукавов или с короткими рукавами коктейльными платьями или без бретелек, без рукавов или с короткими рукавами вечерними платьями.
- Белый, слоновая кость, бежевый и серо-коричневый — традиционные цвета для оперных перчаток, которые подходят практически для любого случая, когда носят оперные перчатки. Чёрные оперные перчатки нельзя носить с белыми или светлыми платьями, только с тёмной или яркой одеждой.
- Для официальных мероприятий требуются перчатки, длина которых по крайней мере превышает длину локтя.
- Не надевать короткие перчатки на дело белого галстука . Можно носить браслеты поверх перчаток, но не кольца.